# Bosc de la Selva
El Bosc de la Selva és un indret del municipi d'Alins, al Pallars Sobirà. Està situat al vessant nord-occidental del pic Monteixo, al marge dret de la Noguera de Vallferrera.